# CD singl
CD singl (ve zkratce též CDS) je hudební singl ve formátu CD. Tento formát je používán již od poloviny 80. let 20. století, kdy začal nahrazovat 7" vinyly, avšak své pevné místo na trhu si získal až na začátku 90. let. V roce 1988 byl také představen mini CD singl, ten se ale ve Spojených státech nesetkal s velkým úspěchem, na rozdíl třeba od Evropy nebo Japonska, kde byl kvůli své malé velikosti prezentován jako „kapesní“ CD, které se vejde do kapsy u košile. Populární se rovněž stalo vydávání dvojCD a maxi singlů (většinou obsahujících remixy). Od počátku 21. století jsou postupně nahrazovány digitálními singly.
Za první CD singl na světě je považována píseň „Brothers in Arms“ britské kapely Dire Straits z roku 1985. Obsahoval čtyři skladby a byl vydán v omezeném počtu 200–400 kusů.